# HD 95441
HD 95441，又名BD-15 3178，SAO 156396、HR 4297，是一颗恒星，视星等为6.34，位于銀經267.67，銀緯39.4，其B1900.0坐标为赤經10h 55m 59.3s，赤緯-15° 39.4′ 17″。